# Longa noite de pedra

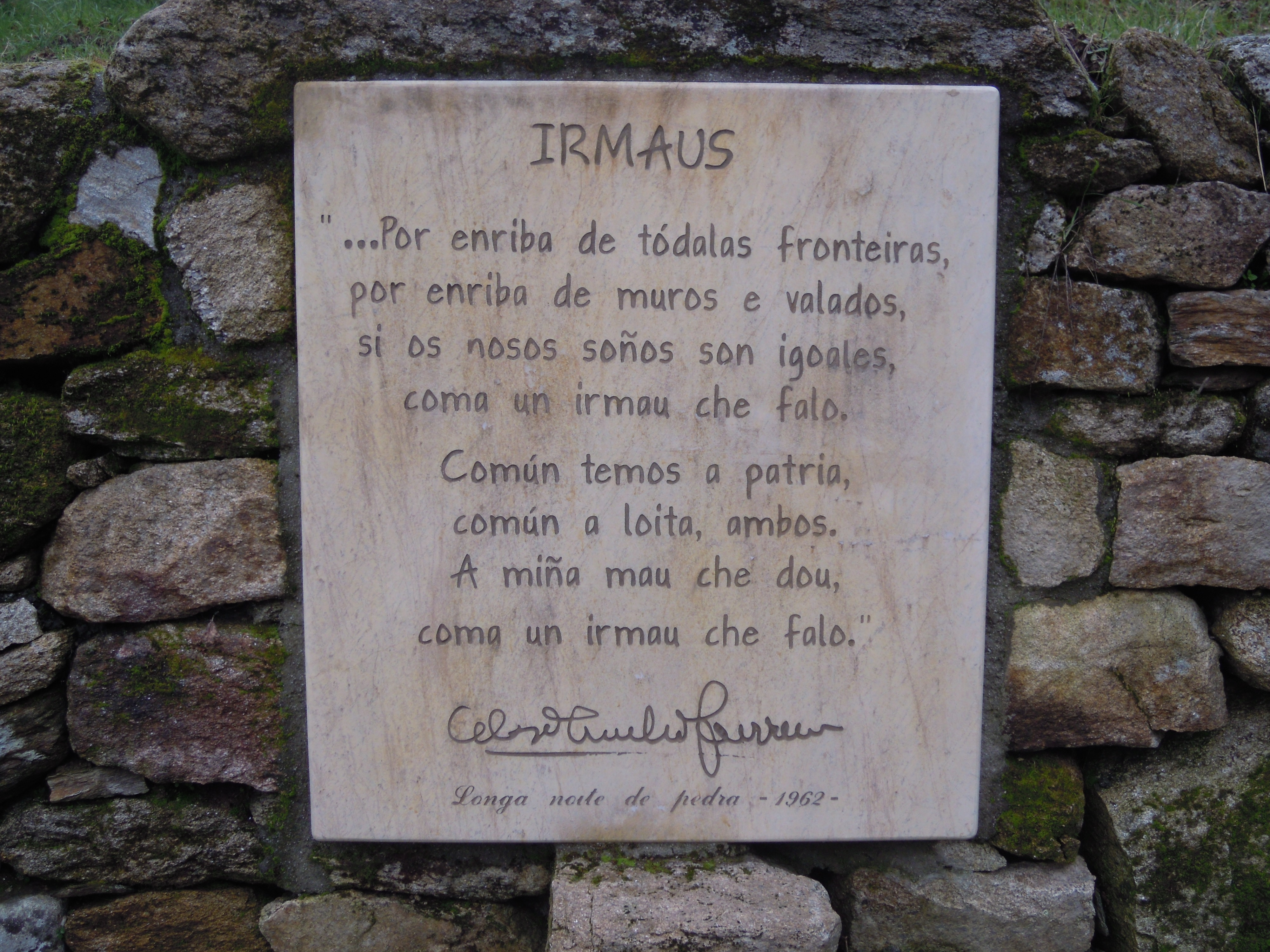
Poema de Longa noite de pedra en el parque Insua dos Poetas (Madarnás, O Carballiño)

Longa noite de pedra («Larga noche de piedra») es una obra poética de la gran figura de la lírica gallega de posguerra Celso Emilio Ferreiro, publicada en 1962 por Editorial Galaxia en su Colección Salnés. Es su obra más importante y representativa.
Este libro de poemas es ejemplo de la poesía social imperante en la época, en todas las líricas peninsulares. La miseria de las clases trabajadoras, la emigración, la opresión política, el ansia de libertad y el antibelicismo se manifiestan a través de un lenguaje claro y directo, rico en imágenes y símbolos y con recursos que rompen con el lenguaje poético tradicional.
El grupo Aguaviva grabó una versión en español de uno de los poemas de Longa noite de pedra, «Spiritual», bajo el título «La canción del hombre libre», en su disco La Casa de San Jamás (1975).